# Landeronde
Landeronde é uma comuna francesa na região administrativa da Pays de la Loire, no departamento de Vendéia. Estende-se por uma área de 17,96 km². Em 2010 a comuna tinha 2 385 habitantes (densidade: 132,8 hab./km²).